# جون هنكن
جون هنكن (John Hencken) هو لاعب أولمبي لرياضة السباحة من الولايات المتحدة. شارك في الأولمبياد الصيفي في 1972–1976، وفاز بما مجموعه 5 ميداليات.

## الميداليات
| ذهب | فضة | برونز | المجموع |
| 3   | 1   | 1     | 5       |

## روابط خارجية
- جون هنكن على موقع الاتحاد الدولي للسباحة (الإنجليزية)
- جون هنكن على موقع قاعة مشاهير السباحة العالمية (الإنجليزية)
- جون هنكن على موقع اللجنة الأولمبية الدولية (الإنجليزية)
- جون هنكن على موقع أوليمبيديا (الإنجليزية)